# Jean-Baptiste Bissot de Vincennes
Pour les articles homonymes, voir Bissot et Vincennes (homonymie).
Jean-Baptiste Bissot de Vincennes, né le 19 janvier 1668 à Québec et mort à Kekionga le 28 octobre 1719, est un explorateur canadien et officier de l'armée française en Nouvelle-France.

## Biographie
Son père François Bissot, était un noble canadien propriétaire d'un domaine seigneurial dans le cadre du Régime seigneurial de la Nouvelle-France et d'une importante tannerie sur les rives du fleuve Saint-Laurent.
Plus tard, il devient pupille de son beau-frère, Louis Joliet, qui le fit entrer au séminaire de Québec.
Grâce aux efforts de son parrain, Jean Talon, il devint aspirant dans la Marine française.
En 1696, le gouverneur de la Nouvelle-France, Louis de Buade de Frontenac le nomme commandant des avant-postes français dans le nord de l'Indiana.
Il noue des relations d'amitié avec les Amérindiens Miamis. 
En 1700, il a un fils François-Marie Bissot de Vincennes qui établira à son tour des forts français en Nouvelle-France, notamment le fort Vincennes.
En 1702, il établit un fort sur la rive de la rivière Saint Joseph, près du village amérindien de Kekionga, sous le nom de Fort Saint-Philippe des Miamis ou Fort Miamis. Il en prend le commandement.
En 1712, il prend le commandement du Fort Pontchartrain du Détroit et bat les Amérindiens de la Nation des Renards.
En 1719, Jean-Baptiste Bissot mourut à Kekionga et fut remplacé par son fils en tant que commandant des forts français au pays des Miamis.